# Автовокзал Тіете
Автовокзал Тіете (порт. Terminal Rodoviário Tietê) або офіційно Автовокзал Губернатора Карвалью Пінту (Terminal Rodoviário Governador Carvalho Pinto) — автовокзал у місті Сан-Паулу, найбільший автовокзал Латинської Америки і другий за розміром у світі.
| Бразилія | Це незавершена стаття з географії Бразилії. Ви можете допомогти проєкту, виправивши або дописавши її. |